# Mesochernes
Mesochernes es un género de arácnido  del orden Pseudoscorpionida de la familia Chernetidae.

## Especies
Las especies de este género son:
- Mesochernes australis Mello-Leitão, 1939
- Mesochernes costaricensis Beier, 1932
- Mesochernes elegans (Balzan, 1892)
- Mesochernes gracilis Beier, 1932
- Mesochernes venezuelanus (Balzan, 1892)